# Tipula relicta
Tipula relicta är en tvåvingeart som beskrevs av Dia och Theowald 1982. Tipula relicta ingår i släktet Tipula och familjen storharkrankar. Inga underarter finns listade i Catalogue of Life.